# Scandalo al collegio
Scandalo al collegio (How to Be Very, Very Popular) è un film commedia statunitense del 1955 diretto da Nunnally Johnson. Fu l'ultimo film interpretato da Betty Grable e il primo film da protagonista di Sheree North.

## Trama
Stormy Tornado e Curly Flagg, due showgirl di un cabaret di San Francisco, assistono casualmente all'omicidio di uno dei loro colleghi artisti e, avendo visto in faccia l'assassino, sono in condizioni di identificarlo. Non volendo però essere coinvolte in quell'omicidio, le ragazze fuggono dal palcoscenico e, travestite da ragazzi, si nascondono al Bristol College. Gli allievi presenti nel collegio, scambiatole per autentici ragazzi, inizialmente non attirano le loro attenzioni. Tuttavia, quando le due sentono il bisogno di continuare la carriera, si fanno scoprire con indosso i loro costumi di scena e iniziano così i guai.

## Produzione
(Nunnally Johnson)
Scandalo al collegio (ma il titolo originale, How to Be Very, Very Popular significa Come essere molto, molto famoso; il titolo italiano riecheggia l'omonima rivista teatrale di Mario Amendola con Erminio Macario del 1944, dal quale venne ricavato il film L'innocente Casimiro, ma non ha nulla da spartire con questo film) è stato il terzo adattamento derivato dal romanzo del 1933 She Loves Me Not di Edward Hope. Il romanzo è stato adattato al cinema per la prima volta nel 1934 dalla Paramount Pictures nel film She Loves Me Not con Miriam Hopkins nel ruolo di Curly Flagg e Bing Crosby come co-protagonista. Questo film ebbe un remake sempre prodotto dalla Paramount nel 1942 come True to the Army. Era basato sull'adattamento teatrale di Broadway del romanzo originale di She Loves Me Not e anche su una seconda commedia, Sleep It Off, che parlava di una donna ipnotizzata per ventiquattr'ore.
Venne sceneggiato, prodotto e diretto da Nunnally Johnson che precedentemente aveva scritto e prodotto Come sposare un milionario (1953). Johnson definì il film «una stravagante farsa vecchio stile» dicendo inoltre del suo desiderio di dirigere una commedia dopo aver fatto due film drammatici, Gente di notte e L'amante sconosciuto. Il personaggio di Curly Flagg, che nel romanzo era la protagonista, venne retrocesso come secondario, promuovendo a protagonista quello di Stormy Tornado per adattarlo a Betty Grable, che era stata l'attrazione numero uno al botteghino negli anni '40 e nei primi anni '50 con i suoi film che fecero guadagnare enormi somme di denaro alla 20th Century Fox.
Nunnally Johnson disse di aver scritto la sceneggiatura per la Grable e Marilyn Monroe, che avevano precedentemente recitato insieme in Come sposare un milionario. Johnson stava guadagnando maggiore credito e passò anche dietro la macchina da presa per dirigere il film sostanzialmente per aver creato il cambiamento in chi era la migliore star alla 20th Century Fox. Betty Grable era stata la star principale negli anni '40 e Marilyn Monroe sarebbe diventata la star principale degli anni '50. Tuttavia, non c'era rivalità tra le due dive, infatti si dice che prima dell'inizio delle riprese, la Grable abbia detto alla Monroe: «vai a prendere il tuo tesoro! Io ho già avuto quello mio». Le due artiste, dopo, divennero grandi amiche.

## Casting
Nel dicembre 1954 la Fox annunciò che il film sarebbe stato interpretato dalla Monroe, con il titolo provvisorio Sleep It Off. Tuttavia la Monroe si rifiutò di fare il film. Nel gennaio 1955 lo studio la sospese e la sostituì con Sheree North che originariamente doveva apparire in un film intitolato Pink Tights. Johnson dichiarò che la North era «rimasta nel recinto dei tori a riscaldarsi troppo a lungo e spero che ne emerga una star. Ad oggi è stata solo una promessa, ma è bella da vedere».
Johnson, in seguito, disse in un'intervista di non sapere nulla della North e, di fatto, gliela imposero nel cast. Definì la sceneggiatura «un pasticcio, e la North era una donna simpatica, ma incredibilmente priva di talento. Senza talento, nel senso che non poteva interpretare la parte. Però doveva farla. Durante le riprese, i suoi occhi nelle scene a due si abbassavano in un modo tale da rovinare la scena. Le dicevo: "Ora guarda, quando ti volti da lui a lei, non puoi semplicemente guardare?" Lei rispondeva: "Non è quello che sto facendo?" Le ribattevo: "No, questo è quello che stai facendo". Aveva poco talento, era difficile ottenere qualcosa da lei».
In assenza della Monroe, la Fox offrì il ruolo di co-protagonista a Betty Grable. Robert Cummings si è poi unito al cast. Archer MacDonald avrebbe dovuto svolgere il ruolo chiave di Eddie Jones, ma venne ricoverato in ospedale per un'ulcera e sostituito da Tommy Noonan. Johnson rifletté: «Betty fu brava come sempre, ma la sua unica distinzione, se vuoi chiamarla così, è che sono convinto che Billy Wilder abbia pizzicato la trama». Quattro anni più tardi, Wilder avrebbe girato A qualcuno piace caldo con la Monroe, che aveva una trama simile e di fatto rovesciata: due uomini assistono a un omicidio, poi fuggono travestiti da donne.

## Accoglienza
Realizzato con un budget di 1.565.000 dollari, il film negli Stati Uniti uscì il 22 luglio del 1955 ed ebbe un discreto successo di pubblico, incassando nel suo primo anno di uscita 1.650.000 dollari e, complessivamente, 3.700.000 dollari.
Al momento della sua uscita, il film venne accolto abbastanza positivamente dalla stampa. La performance di Betty Grable venne generalmente elogiata, mentre quella di Sheree North fece meno impressione nella critica. La North apparve sulla copertina di Life poco prima dell'uscita del film.

## Colonna sonora
Nella colonna sonora è presente la canzone How to Be Very, Very Popular, composta da Jule Styne e Sammy Cahn, supervisionata vocalmente da Ken Darby e orchestrata da Edward B. Powell e Skip Martin.